# حال (تصوف)
حال (انگلیسی: State)، قبض و بسطی است که بر دل سالک می‌نشیند.

## حال انسان
حال انسان، خیر و شری است که بر او می‌گذرد و امور حسی و عقلی که اختصاص به انسان دارد. حال و حالت به یک معنی به کار می‌رود، جز اینکه در حال ابهام و اجمال بیشتر است و در حالت تشخص و گسترش بیشتر است.

## صاحب حال
اهل معنی، اهل حقیقت. خبیر، آگاه را گویند.

## مواهب احوال
در اصطلاح سالکان، حال عبارت است از طرب یا حزن یا گشادگی یا گرفتگی (قبض و بسط) که بر دل می‌نشیند. احوال مواهب است و مقامات مکاسب، اولی ناشی از بخشش و عطا است و دومی نتیجه کوشش و کار.

## ابن عربی
انسان حق را در زبان عربی با گفتن الحمد لله (ستایش سزاوار الله است) حمد می‌کند. هر کسی این سخن را به کار می‌برد. سخن مذکور همیشه بلاشرط باقی می‌ماند. اما اگر در نهان کسانی وارد شویم که با صدای رسا می‌گویند، الحمدلله! و آن را در هر مورد خاصی تحلیل کنیم، مثلاً شخص A را که به حال سلامت جسمانی خود می‌اندیشد و با گفتن الحمدلله سپاس برای سلامتی خود را ابراز می‌دارد، در حالی که شخص B همان گفتار را به علت آگاهی بالایی که از عظمت ازلی حق دارد به زبان جاری می‌کند.
بنابر این انگیزه، حالی عینی، که انسان را وامی‌دارد تا این گفتار را به کار ببرد، در موارد مختلف متفاوت است.
این موقعیت برانگیزانندهٔ خاص را حال «state» یا «situation» می‌گویند.

## حال واقعی
حال واقعی کاملان را حاصل می‌شود و کسی است که ناطق به نطق انانیت «انا الحق» شده‌است.